# Sicherite
La sicherite è un minerale.